# 累积和
累积和（Cumulative Sum，CUSUM）是一种序贯分析法，由剑桥大学的 E. S. Page 于1954年首先提出。
累积和用以在某个相对稳定的数据序列中，检测出开始发生异常的数据点。所谓异常的数据点，比如说，从这点开始，整个数列的平均值或者均方差开始发生改变，进而影响到整组数据的稳定。所以累积和最典型的应用是在“改变检测”（Change Detection）中对参量变化的检测。由於累積和管制法能充分利用數據變化之順序與大小,故相當適合用於偵測製程的微量變化(small shifts)